# Linea Ryūgasaki
La linea Ryūgasaki (竜ヶ崎線?, Ryūgasaki-sen) è una breve linea ferroviaria urbana non elettrificata a scartamento ridotto della città di Ryūgasaki nella prefettura di Ibaraki, gestita dalle Ferrovie del Kantō. La linea unisce la stazione di Sanuki, sulla linea Jōban, e di Ryūgasaki, con un'unica stazione intermedia, che è quella di Ireji.

## Servizi
Sulla ferrovia circolano 1 o 2 treni all'ora, prevalentemente seguendo gli orari della linea Jōban interscambiabile al capolinea di Sanuki.

## Stazioni
| Stazione  | Giapponese | Distanza interst. | Distanza totale | Presenziata                       | Biglietteria | Collegamenti |
| --------- | ---------- | ----------------- | --------------- | --------------------------------- | ------------ | ------------ |
| Sanuki    | 佐貫       | -                 | 0.0             | Sì                                | Sì           | Linea Jōban  |
| Ireji     | 入地       | 2.2               | 2.2             | No                                | No           |              |
| Ryūgasaki | 竜ヶ崎     | 2.3               | 4.5             | Dalle 6 alle 9 e dalle 16 alle 20 | Sì           |              |